# Коростелёва, Ольга Фёдоровна
О́льга Фёдоровна Коростелева, урожд. Барышева (род. 24 августа 1954, Свердловск, РСФСР, СССР) — советская и российская баскетболистка и тренер. Олимпийская чемпионка 1976 и 1980 годов, многократная чемпионка мира и Европы. Заслуженный мастер спорта СССР (1976), Заслуженный тренер России.

## Биография
Проходила спортивную подготовку у заслуженного тренера РСФСР Б. П. Башмакова.
Окончила факультет физического воспитания Свердловского государственного педагогического института (ныне — Институт физической культуры УрГПУ).
В 1969—1994 играла в клубе «Уралмаш» (Свердловск).
С 1995 года — тренер БК «УГМК»:
- 1995—2003 — тренер команды;
- В сезоне 2003/04 — главный тренер дублирующей команды;
- 2004—2006 — ассистент главного тренера команды;
- В сезоне 2006/07 — главный тренер команды;
- С 2007 года — тренер команды.

Заслуженный тренер России. Почетный гражданин города Екатеринбурга (с 1980). Кавалер двух орденов «Знак Почета».

## Достижения
- Олимпийская чемпионка: 1976, 1980.
- Чемпионка мира: 1975, 1983.
- Чемпионка Европы: 1974, 1976, 1980, 1981.
- Чемпионка Европы среди юниорок: 1971, 1973.
- Чемпионка Универсиады: 1977, 1981.
- Бронзовый призёр чемпионата СССР: 1973, 1974.
- Бронзовый призёр чемпионата России: 1994.
- Серебряный призёр Спартакиады народов СССР: 1975.
- Бронзовый призёр Спартакиады народов СССР: 1979.